# Таа I
Таа I Сенахтенра, или Тао Старши, известен и като Ахмос /Senakhtenre Ahmose/ е фараон от тиванската Седемнадесета династия на Древен Египет, управлявала в Горен Египет по време на Втория преходен период. Управлява около една година (ок. 1559 или 1558 г. пр.н.е).

## Произход и управление
Близък родственик, ако не и син на някой от предходните фараони на династията, Таа I е родоначалник на царския дом, който ще доведе до успешен край войната за изгонването на хиксосите на север и ще възстанови единството на Горен и Долен Египет. Възможно е личното му име да е Сиамун.
Не са засвидетелствани никакви източници, които биха могли да бъдат отнесени към краткото властване на Таа I. Паметниците за неговото управление произхождат изцяло от времето на неговите потомци, фараоните от Ново царство, които го споменават като техен прароднина.